# Быково (Шелаболихинский район)
Бы́ково — село в Шелаболихинском районе Алтайского края, Россия. Входит в состав Крутишинского сельсовета.

## География
Село находится у реки Алей, на окраине села расположено озеро Быковское.
Уличная сеть
В селе 4 улицы: Озерная, Окраинская, Центральная и Школьная
Расстояние до
- районного центра Шелаболиха 47 км.
- краевого центра Барнаул 123 км.

Ближайшие населенные пункты
Чайкино 5 км, Киприно 8 км, Крутишка 10 км, Юдиха 11 км, Сакмарино 3 км, Селезнево 16 км, Омутское 20 км.
Климат
Климат в районе села континентальный, территория поселения — равнина. Средняя температура летом + 25, + 30° С, в июле жара может достигать 35-38° С, зимой минусовая температура опускается до −25-30° С. Среднегодовое количество осадков 350—400 мм.

## История
Деревня Быково основана в 1830 г. при озере Быковом. В 1928 году состояло из 133 хозяйств, основное население — русские. Центр Быковского сельсовета Кипринского района Каменского округа Сибирского края.
Изначально входило в Малышевскую слободу Кузнецкого ведомства. В 1902 году село стало относиться к Обской (Юдихинской) волости. Быковский сельсовет Кипринского района Каменского уезда Новониколаевской губернии был образован Постановлением Сибревкома от 12 сентября 1921 года. В состав Шелаболихинского района вошло в соответствии с Указом Президиума Верховного Совета РСФСР от 15 августа 1985 года.
Бывшими жителями написано три книги по истории села Быково: Коллектив авторов «Село Быково прошлое настоящее, будущее» Москва, Аргамак-Медиа, 2016; Алексей Иванович Болотин «Вышли мы все из Быкова», Барнаул,2017 год; Алексей Иванович Болотин «Быково. Нить нашей памяти» Барнаул, 2018.

## Население
| 1997 | 1998 | 1999 | 2000 | 2001 | 2002 | 2003 |
| ---- | ---- | ---- | ---- | ---- | ---- | ---- |
| 99   | ↘55  | ↗100 | ↗102 | ↗107 | →107 | ↗109 |
| 2004 | 2005 | 2006 | 2007 | 2008 | 2009 | 2010 |
| →109 | →109 | ↘91  | ↘83  | ↗84  | ↗86  | ↘68  |
| 2011 | 2012 | 2013 |      |      |      |      |
| →68  | ↘65  | ↗68  |      |      |      |      |

## Инфраструктура
Почтовое отделение и школа находятся в соседнем селе Крутишка.